# 1305 Понгола
1305 Понгола (1305 Pongola) — астероїд головного поясу, відкритий 19 липня 1928 року.
Тіссеранів параметр щодо Юпітера — 3,243.